# 치리키갈색쥐
치리키갈색쥐(Scotinomys xerampelinus)는 비단털쥐과에 속하는 설치류의 일종이다. 코스타리카와 파나마의 해발 고도 2100m와 3400m 사이의 운무림과 파라모 지역에서 발견되며 몸무게는 1.11g 정도에 다른 동물을 잡아 먹으며 산다. 수컷 치리키갈색쥐는 짝을 유인하고 다른 수컷에게 영역 표시를 하기 위해 소리를 낸다.

## 생태
치리키갈색쥐는 울음소리로 다른 개체와 소통하는 사회적인 동물이다. 암컷은 수컷과 달리 배타적인 영역을 가지며 종종 두 마리가 같은 영역을 공유하기도 한다. 이때 암컷과 수컷에 따라 영역이 달라지진 않는다. 평균적으로 두 마리에서 한 마리 내지의 배우자를 가지며 암컷과 수컷 사이의 크기에는 큰 차이가 없다. 수컷은 암컷보다 공격적이며 암컷보다 같은 수컷에게 더 공격적이나 암컷은 공격적이지 않으며 더불어 성별에 따른 공격성의 차이가 없다.